# Hornaing
Hornaing är en kommun i departementet Nord i regionen Hauts-de-France i norra Frankrike. Kommunen ligger i kantonen Marchiennes som tillhör arrondissementet Douai. År 2022 hade Hornaing 3 522 invånare.

## Befolkningsutveckling
Antalet invånare i kommunen Hornaing
| Referens: INSEE |